# Голосеевский парк имени Максима Рыльского
Голосеевский парк имени Максима Рыльского расположен в южной части города Киева, в Голосеевском районе, в местности Голосеево, вдоль Голосеевского проспекта.
Учреждён в 1957 году в северной части Голосеевского леса. Объявлен памятником садово-паркового искусства республиканского значения постановлением Совета Министров УССР от 29.01.60 года № 105, переутверждённого постановлением коллегии Госкомприроды УССР от 30.08.90 г. № 18. Площадь — 140,9 га.
Указом Президента Украины В.А. Ющенко № 794/2007 от 27 августа 2007 г. был создан национальный природный парк «Голосеевский» площадью 4521,29 гектара с подчинением его Министерству охраны окружающей природной среды Украины.
Территория парка является частью остатка природного леса, который когда-то с юга окружал Киев. Рельеф сильно пересечённый. Композиционной осью парка является каскад из четырёх прудов площадью около 6 га, расположенный вдоль долины ручья Ореховатка. На нижнем пруду (возле Голосеевской площади) обустроена лодочная станция. В парке размещены городок аттракционов, детские площадки, кафе, рестораны.
В 1964 г. парку было присвоено имя поэта Максима Рыльского (1895—1964), который в 1951—1964 годах жил и работал в здании на ул. Советской (ныне — ул. Максима Рыльского), расположенной рядом с парком (в частности, в 1959 году вышел поэтический сборник М. Рыльского под названием «Голосеевская осень»). В 2003 году возле центрального входа в парк был открыт памятник Максиму Рыльскому (авторы — скульптор П. Остапенко и архитектор О. Стукалов).
В 1941 г. по территории Голосеевского леса проходила линия обороны Киева. В 1965 году на территории Голосеевского парка был установлен памятник участникам обороны Киева 1941 года в виде гранитной стелы (архитектор В. Л. Суворов).

## Иллюстрации

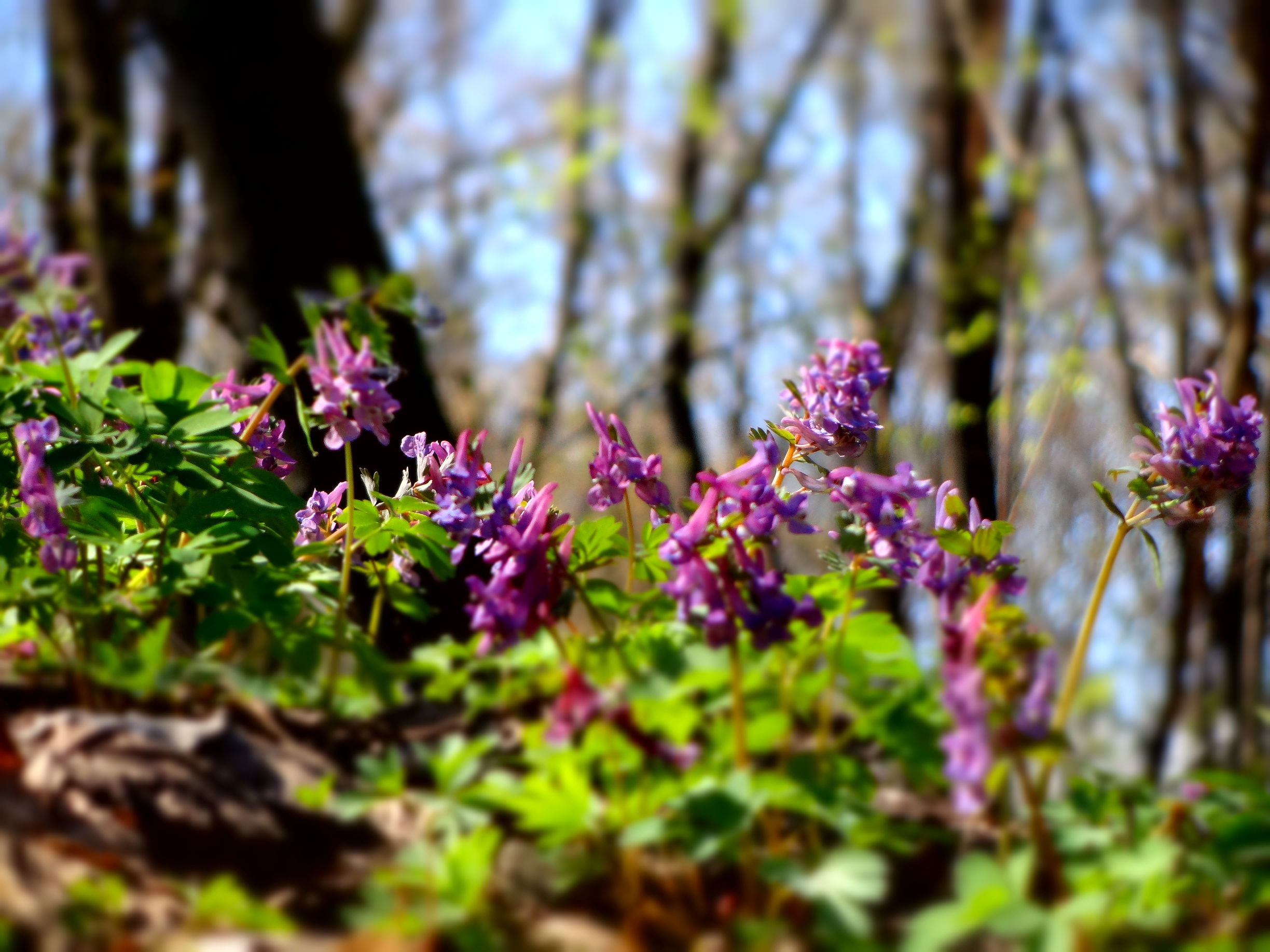
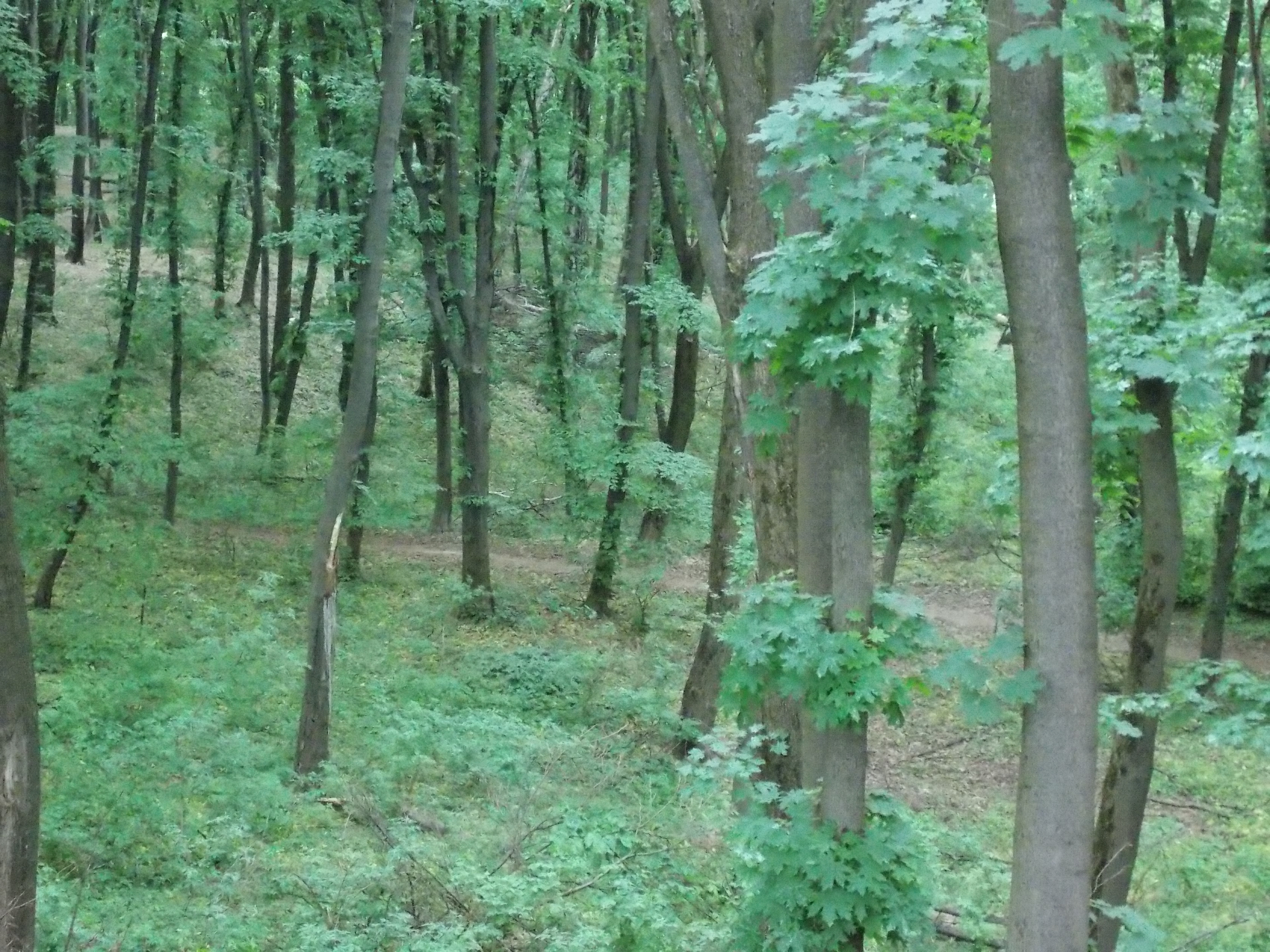
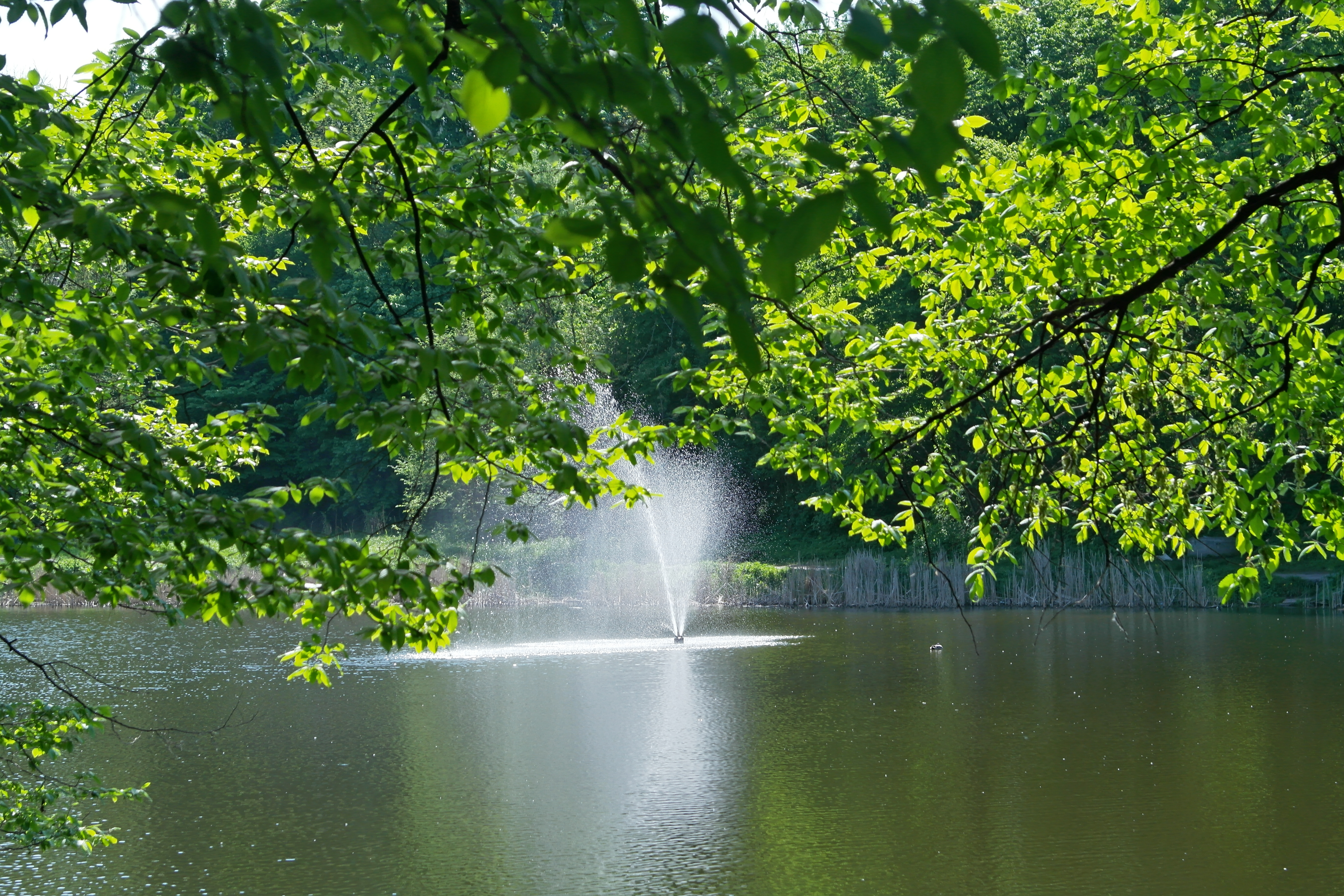
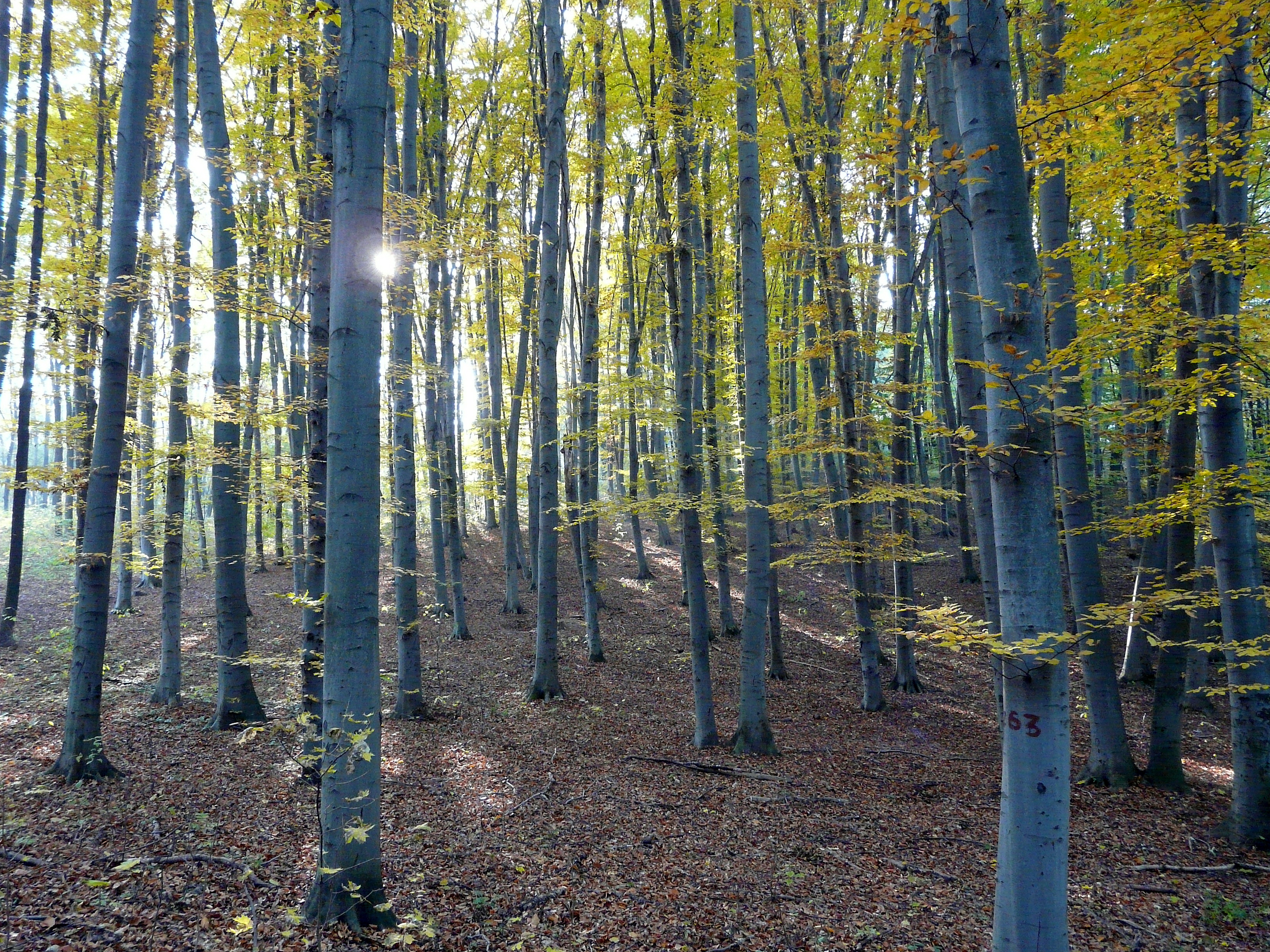
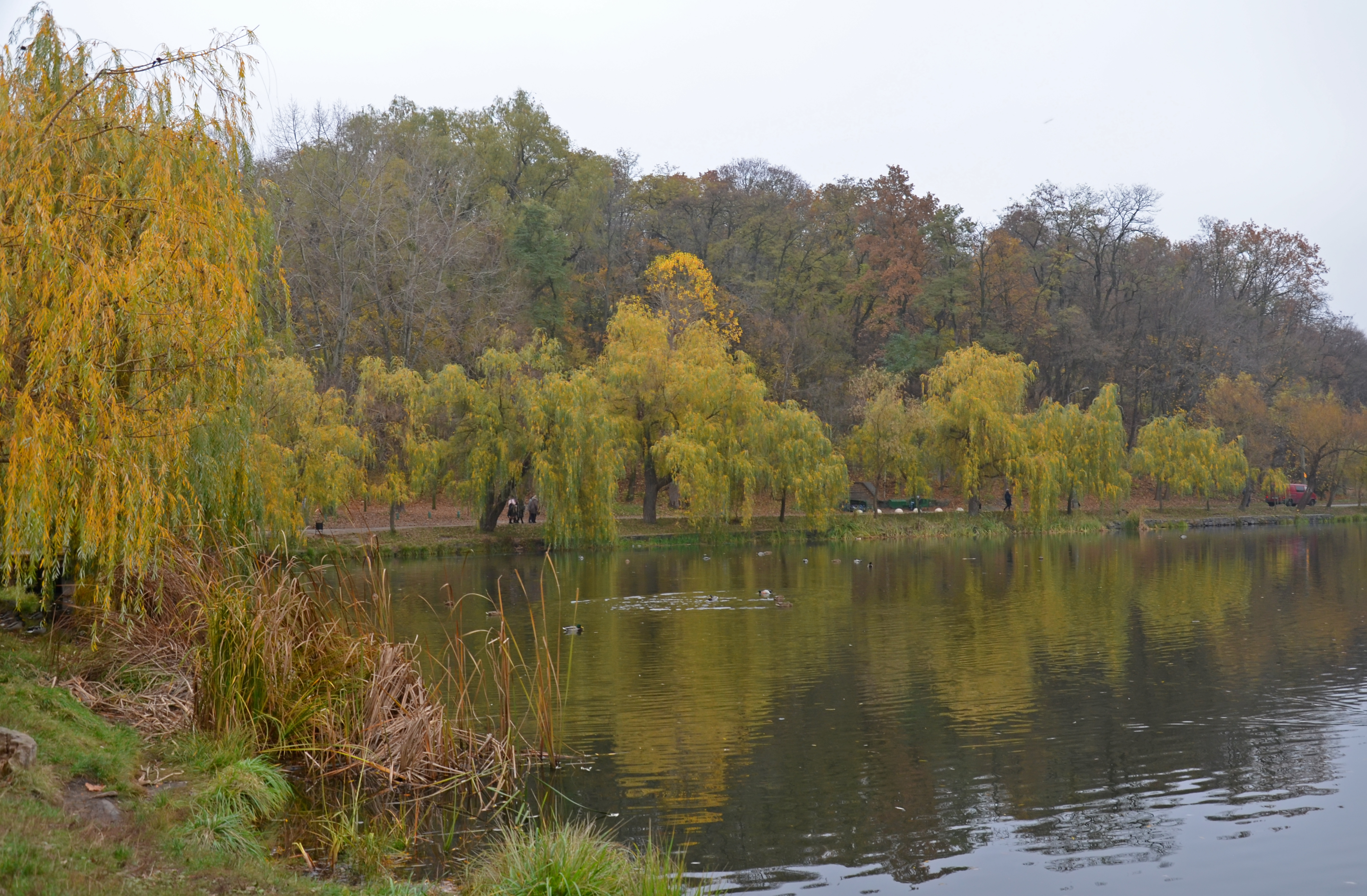
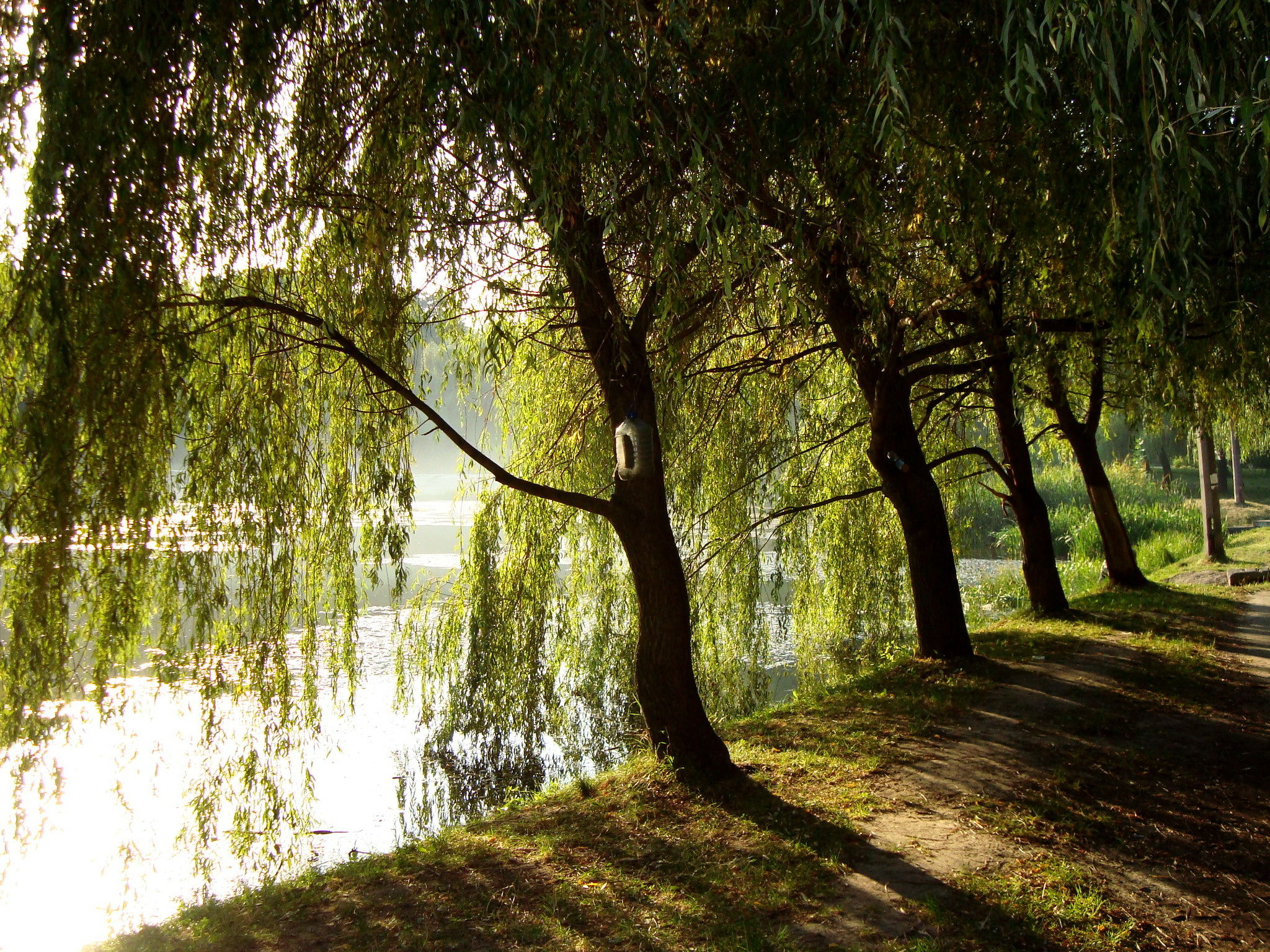
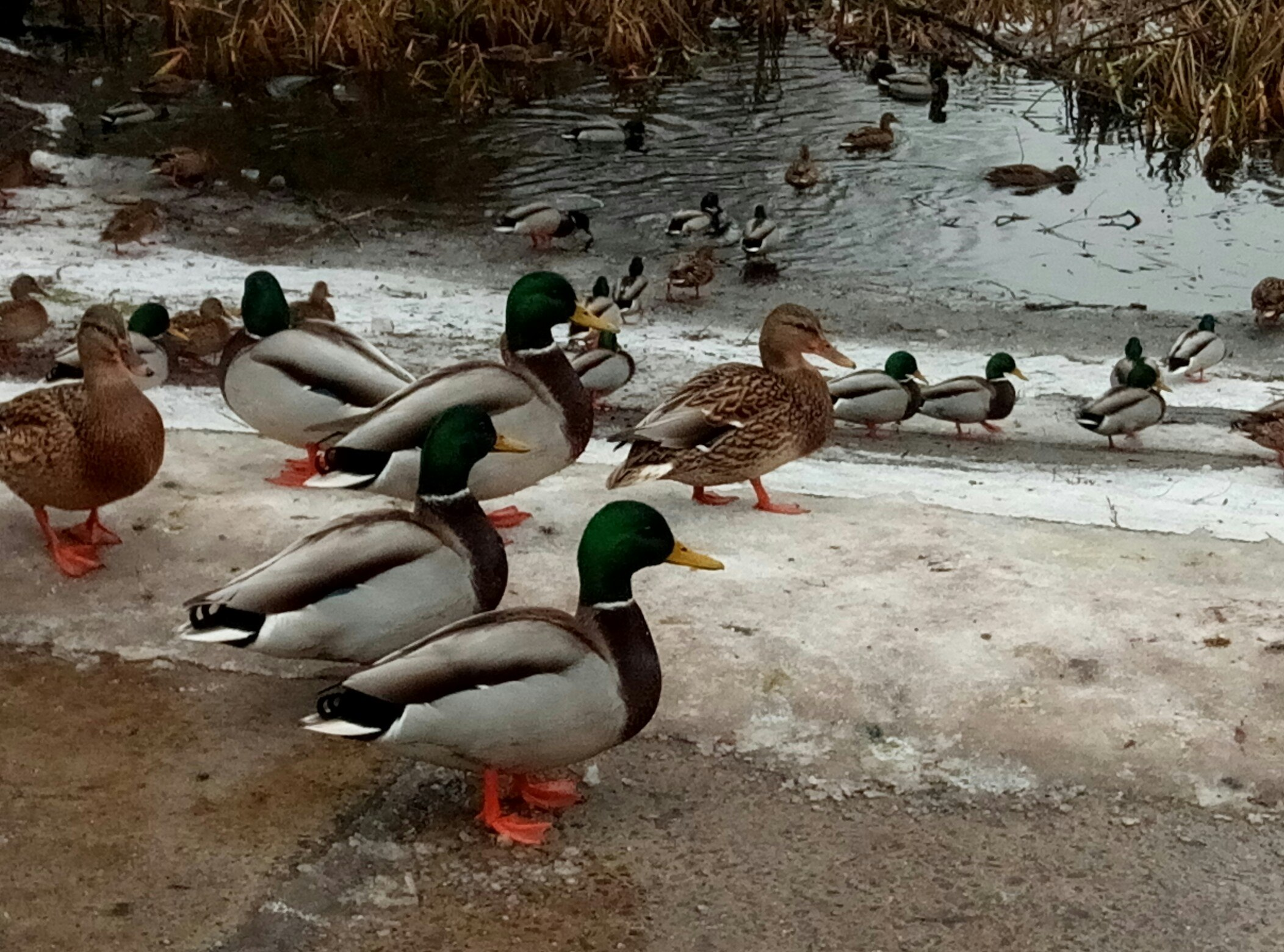
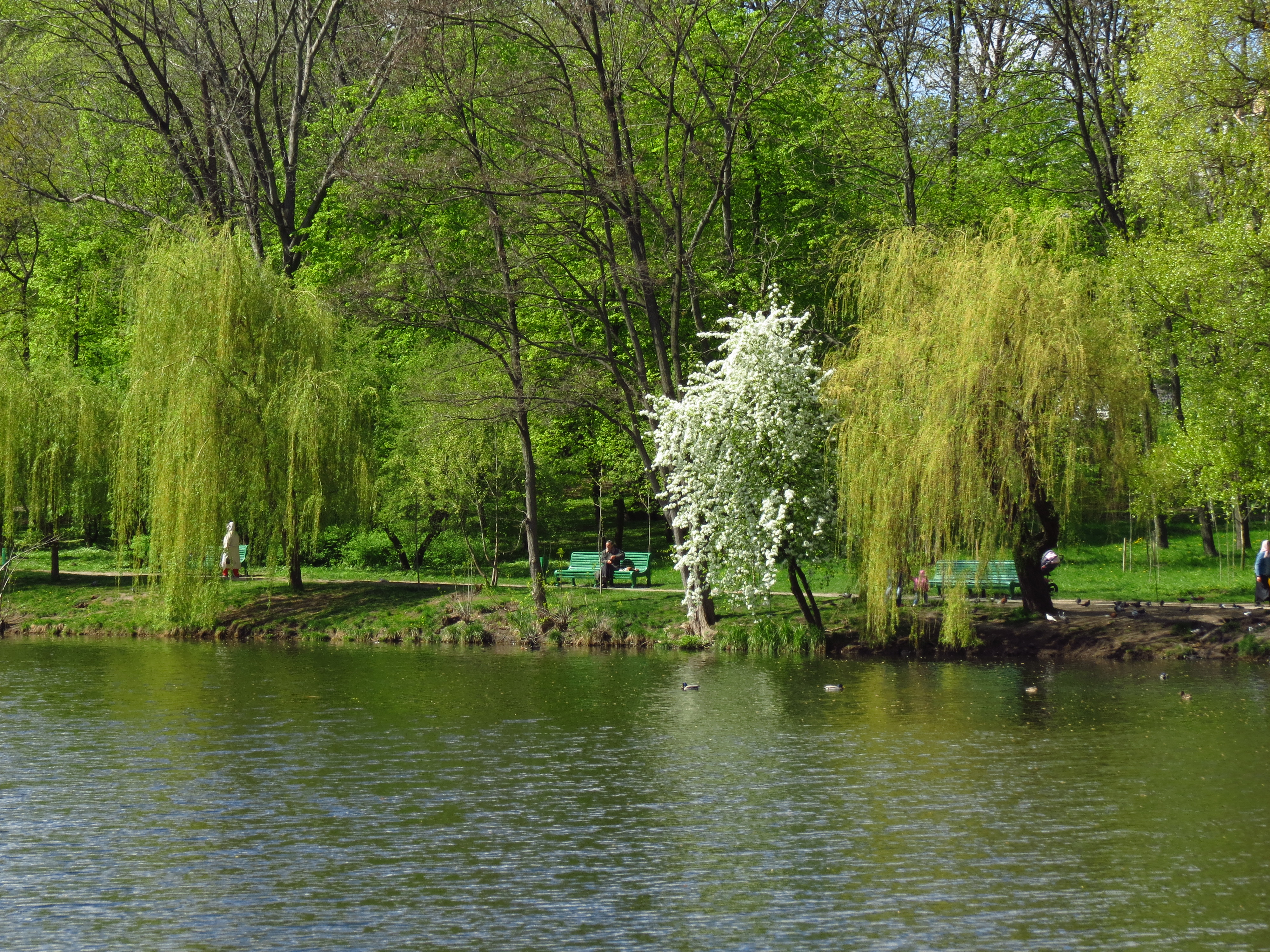
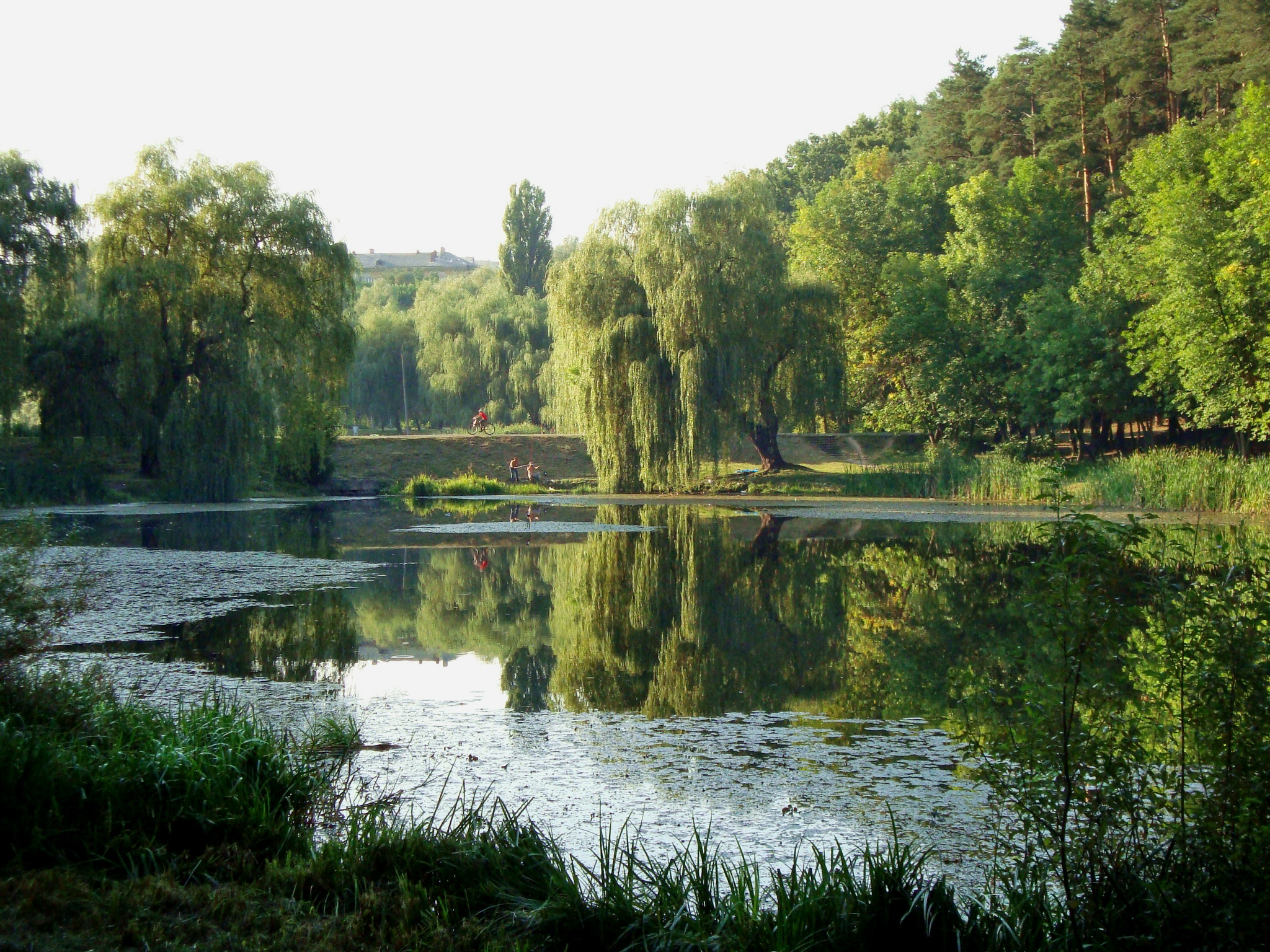
Возле Ореховатских прудов
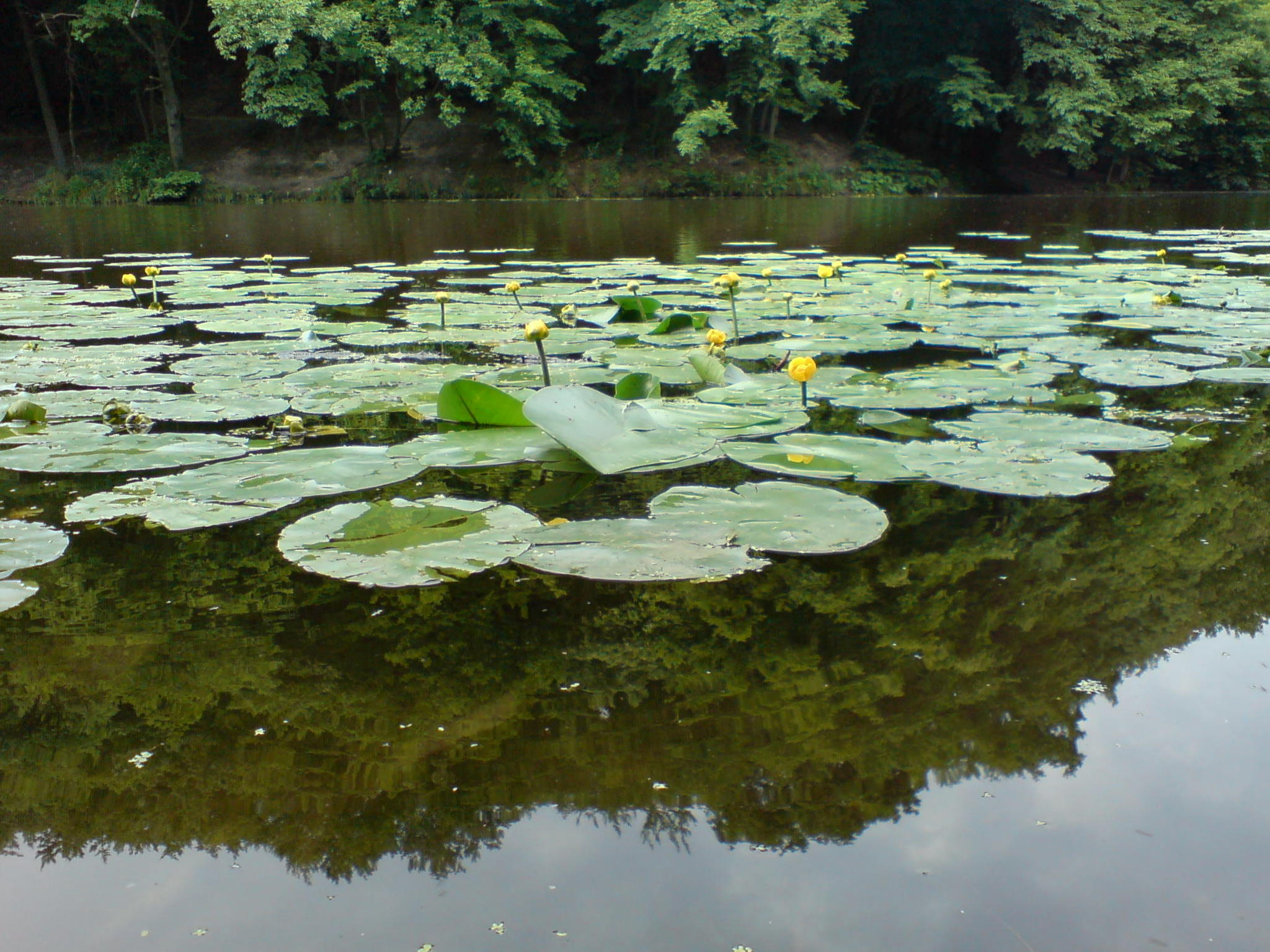
На Ореховатских прудах цветёт водяная лилия